# Heteragrion flavidorsum
Heteragrion flavidorsum – gatunek ważki z rodziny Heteragrionidae. Występuje na terenie Ameryki Południowej.